# 羽脉冷水花
羽脉冷水花（学名：Pilea ternifolia）是荨麻科冷水花属的植物。分布于印度、尼泊尔、锡金以及中国大陆的西藏等地，生长于海拔2,900米至3,050米的地区，多生于山谷林下阴湿处以及苔藓上，目前尚未由人工引种栽培。